# نيكولا كروسبي
نيكولا كروسبي (بالفرنسية: Nicolas Crosbie)‏ هو دراج فرنسي، ولد في 2 أبريل 1980 في نيور في فرنسا.

## وصلات خارجية
- نيكولا كروسبي على موقع الاتحاد الدولي للدراجات (الإنجليزية)
- نيكولا كروسبي على موقع أرشيف الدراجات (الإنجليزية)
- نيكولا كروسبي على موقع إحصائيات الدراجات الإحترافية (الإنجليزية)
- نيكولا كروسبي على موقع نسبة الدراجات (الإنجليزية)